# 623 Chimaera
Chimaera (asteróide 623) é um asteróide da cintura principal com um diâmetro de 44,09 quilómetros, a 2,1798618 UA. Possui uma excentricidade de 0,1142395 e um período orbital de 1 410,13 dias (3,86 anos).
Chimaera tem uma velocidade orbital média de 18,98612878 km/s e uma inclinação de 14,13542º.
Esse asteróide foi descoberto em 22 de Janeiro de 1907 por K. Lohnert.